# Daniel Weksler
Daniel Weksler (São Paulo, 10 de janeiro de 1986) é um músico brasileiro.
Atualmente, é baterista da banda NX Zero. A banda foi formada em 2001 e aos poucos houve mudanças em sua formação, tendo Daniel como único integrante original.

## Vida pessoal
Nascido numa família judaica, filho de Regina e Mário Weksler, tem uma irmã mais velha (Tatiana Weksler).
No dia 22 de dezembro de 2010, oficializou sua relação com a cantora Pitty, sua namorada desde 2006. Em 11 de agosto de 2016 nasceu a filha do casal, Madalena.

## Discografia

### Com NX Zero
- 2004 - Diálogo?
- 2006 - Nx Zero
- 2008 - Agora
- 2009 - Sete Chaves
- 2012 - Em Comum
- 2014 - Estamos no Começo de Algo Muito Bom, Não Precisa Ter Nome Não
- 2015 - Norte

### Com Pitty
- 2019 - Matriz

## Carreira

### NX Zero
Após cinco anos longes dos palcos como banda, em 2023, a banda se reúne para a turnê Cedo ou Tarde.

### Pitty
Em novembro de 2022, anunciou sua saída da banda que acompanha os shows solo de Pitty, sua esposa, sendo substituído por Jean Dolabella.

### WEKS
Em maio de 2020, sob o codinome WEKS, o músico deu o pontapé na carreira solo com a música “Feel Free”, com participação de Karen Dió, vocalista do Violet Soda.
Em outubro de 2020, com a a skatista profissional Karen Jonz lançam a música “Escrito Na Minha Testa”.
Em novembro de 2020, lança o single “Absurdo”, que trouxe a participação da finalista do programa The Voice Brasil DAY nos vocais e ganhou videoclipe.
Em maio de 2021, lança nas plataformas de streaming pelo selo Art Intel Music o single “Eu Errei”, que traz a participação da cantora Ariane Villa Lobos e um clipe dirigido por Kenny Kanashiro.
Em novembro de 2021, lança o single “Pérola“, uma parceria com a rapper Tássia Reis.

### Outros projetos
Daniel Weksler tem participação no programa de rádio Segunda-Feira Sem Lei, exibido às 21h nas noites de segunda-feira na Rádio Transamérica pop, ao lado de Pitty e Beto Bruno, da banda Cachorro Grande.
Em agosto de 2021, produz e toca bateria no single “Jogo de Azar”, do Sebastianismos.

## Prêmios e indicações
- Indicado na categoria melhor instrumentista no prêmio multishow (PMMB2010), e conquistou várias indicaçoes e prêmios ocupando o cargo de baterista da banda Nxzero.[24]
- PREMIAÇÃO 2010 - melhor instrumentista em Belo Horizonte.[carece de fontes?]
- Troféu APCA 2010 - Segunda Sem Lei[carece de fontes?]